# Norops uniformis
Norops uniformis är en ödleart som beskrevs av  Cope 1885. Norops uniformis ingår i släktet Norops och familjen Polychrotidae. Inga underarter finns listade i Catalogue of Life.